# Gunnel Engwall
Gunnel Birgitta Engwall, född Jansson 3 november 1942 i Stockholm, är en svensk romanist och akademisk ledare. Hon är professor och har tidigare varit Kungliga Vitterhets Historie och Antikvitets Akademiens preses och tillförordnad rektor vid Stockholms universitet.

## Biografi
Engwall avlade filosofie kandidatexamen vid Stockholms universitet efter studier i latin, franska och grekiska. Hon har sedan dess varit universitetet trogen och disputerade där 1974, för att sedan övergå till forsknings- och undervisningsarbete. År 1989 installerades hon som professor i romanska språk, särskilt franska.
Som akademisk ledare har Engwall innehaft en rad olika uppdrag, först på institutionsnivå men senare även i universitetsledningen och internationella sammanhang. Under perioden 1994–2003 var Gunnel Engwall Stockholms universitets prorektor och deltog bland annat i uppbyggnaden av UNICA, ett nätverk för huvudstadsuniversitet.
Under våren 2003 rekryterade universitetet en efterträdare till avgående rektor professor Gustaf Lindencrona. När processen avslutats och endast en kandidat återstod, professor Bertil Andersson, lämnade denne oväntat beskedet att han inte längre var intresserad av uppdraget. För att fylla vakansen utsågs Engwall till tillförordnad rektor för universitetet från 1 juli 2003. Hon avslutade rektorsuppdraget våren 2004 i samband med att Kåre Bremer tillträdde som ny rektor, och återgick sedan till sin forskning vid Institutionen för franska och italienska.
Tidigare har Engwall varit ledamot av regeringens forskningsberedning och dåvarande Humanistisk-samhällsvetenskapliga forskningsrådet. Hon har varit gästforskare vid Université Libre de Bruxelles, Belgien samt vid lärosäten i Pennsylvania och Kalifornien, USA, och i Paris, Frankrike.

## Forskning
Engwalls avhandlingsarbete inleddes med en studie om 1100-talets franska juridiska språk, men av olika orsaker ändras så småningom hennes fokus. År 1974 disputerar hon på avhandlingen Fréquence et distribution du vocabulaire dans un choix de roman français (Frekvens och distribution av vokabulär i ett urval av franska romaner), en studie om politiskt ordförråd i modern fransk skönlitteratur.
Efter avlagd doktorsexamen forskade Engwall vidare om det moderna franska ordförrådet. Hon publicerade bland annat flera frekvensstudier och en metodbok i lingvistisk kvantativ metod. I samband med att originalmanuskriptet till August Strindbergs Plaidoyer d’un fou (En dåres försvarstal) återfanns 1973 kom Engwalls forskning att ta en ny vändning. Hon fortsatte att ge ut arbeten om franskt politiskt språkbruk men övergick gradvis till att studera August Strindberg som fransk författare.
Engwalls strindbergsforskning är tätt sammanknuten med Nationalupplagan av August Strindbergs samlade verk, det så kallade Strindbergsprojektet. Utöver sina egna bidrag till projektet har Engwall också involverat sina studenter och forskarstudenter i arbetet. Hon ingår själv i redaktionskommittén för de planerade 72 banden och är för närvarande ordförande för projektets ledningsgrupp.
Engwall upptogs som Vitterhetsakademiens 446 ledamot och tillhör den filosofisk-filologiska klassen. Mellan 2006 och 2013 var hon akademiens preses. Hon är även filosofisk-filologiska klassens ordförande. Mellan 1994 och 2008 var Engwall inspektor för Humanistiska föreningen vid Stockholms universitet, en post som hennes far, professor Sven B.F. Jansson, innehaft före henne.

## Övrigt
Engwall har beskrivits som en av de första svenska forskarna att använda sig av en dator för att genomföra ett forskningsarbete inom humaniora. Under arbetet med sin avhandling tog hon hjälp av en IBM 1401 kompletterad med en hålkortsläsare, vilket på tidigt 1970-tal lär ha varit en smärre revolution vid institutionen. Hon är dotter till Sven B.F. Jansson och gift med Lars Engwall.

## Utmärkelser och ledamotskap
- H. M. Konungens medalj i guld av 12:e storleken i Serafimerordens band (Kon:sGM12mserafb 2020, Kon:sGM8mserafb 2000) för förtjänstfulla insatser inom svenskt universitetsväsende[2]
- Riddare av Franska Hederslegionen (RFrHLO, 2003)
- Ledamot av Kungl. Vitterhetsakademien (LHA, 1998)